# Поэтический слэм

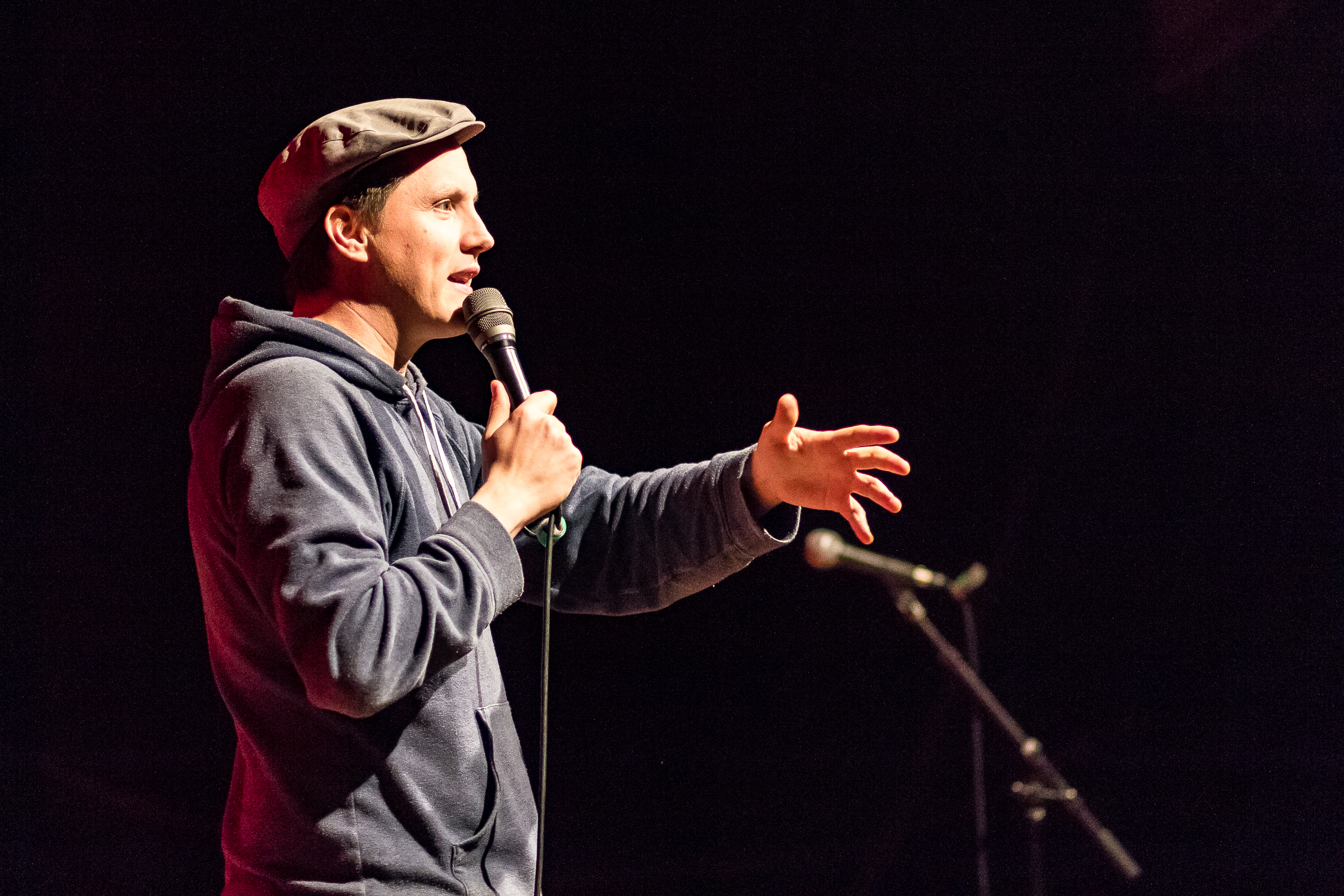
Участник поэтри-слэма в Германии

Поэтри-слэм (от англ. poetry slam — «поэтическое сражение») — творческое соревнование, во время которого выступающие поэты декламируют тексты собственного сочинения. Поэтри-слэм зародился в Чикаго в 1986 году. Первый конкурс был инициирован американским поэтом Марком Смитом для популяризации поэзии вне академической среды. Смит решил положить конец скучным литературным чтениям, на которых поэт монотонно бурчал что-то себе под нос, полностью игнорируя публику. Выступления на поэтических слэмах оценивается коллегией судей (обычно это пять человек), выбранных публикой, однако иногда решение принимается непосредственно зрителями.
Слэм активно развивался в Америке на протяжении 80-х, а в середине 1990-х пришёл в Европу. Там «пионерами» движения стали Германия, Великобритания и скандинавские страны.

## Устройство конкурса
Возрастных ограничений подобные выступления не устанавливают. Работы не обязательно должны быть стихотворными. Допускается все: проза, речь, миниатюра, хип-хоп. Главное — чтобы авторство принадлежало самому участнику конкурса. Кроме того, произведение должно исполняться без музыкального сопровождения и каких-либо реквизитов и укладываться в заранее заданные временные рамки. В Германии, к примеру, каждому автору предоставляется 5-6 минут.
Существует два типа соревнования:

### Open Slam
Стать выступающим может любой присутствующий в зале, достаточно только заранее записаться.

### Invitational Slam
Выступают приглашённые поэты; после завершения их программы сцена становится доступной каждому.
На конкурсе действует ряд неписаных правил. К примеру, выступать на разных этапах конкурса с одним и тем же произведением считается дурным тоном. Чтение по бумаге также не приветствуется — участие в конкурсе подразумевает определённый перформанс, установление контакта с публикой.
Вознаграждение победитель получает только моральное — признание публики. Получение денежного приза за первое место стало популярной наградой во многих городах России и Украины.

## Определение победителя
Поскольку одной из задач поэтри-слэма является вовлечение публики в представление, то зачастую именно зрительный зал решает судьбу участников: по громкости аплодисментов ведущий определяет победителя. Если конкурс оценивается жюри, то судьи выбираются также из числа зрителей. От трёх до пяти человек выставляют оценки каждому из выступающих по шкале от 0 до 10. По определению американского поэта Боба Холмана:
«A zero — a poem that should have never been written; and a ten — a poem that causes a mutual, simultaneous orgasm throughout the audience».
«Ноль — за стихотворение, которое вовсе не стоило писать; десять — за работу, вызывающую коллективный оргазм у всей аудитории».
В то же время как жюри, так и ведущий обладают правом лишать участников набранных баллов. Например, за нарушение регламента. При необходимости судьи могут разъяснить выставленную оценку, предоставить обратную связь к выступлению, указать на слабые стороны стихотворения и дать совет по их исправлению.

## Мнения
По мнению поэта Александра Дельфинова, организатора и модератора русскоязычного конкурса в Берлине, «несколько лет назад поэтри-слэм был перформансом для маргиналов, — сказал Дельфинов в одном из своих интервью. — Сегодня в дни проведения шоу клубы забиты до отказа. Люди стоят в очереди, чтобы попасть на поэтический вечер. Это — хороший знак».